# Muamer Tanković
Muamer Tanković (Norrköping, Ostrogotia, 22 de febrero de 1995) es un futbolista sueco. Juega de delantero y su equipo es el Pafos F. C. de la Primera División de Chipre. Es internacional absoluto con la selección de Suecia desde el año 2014.

## Trayectoria

### Inicios
Tanković comenzó a jugar al fútbol desde pequeño en su club local, el Hageby IF. En 2005, a los 10 años, entró a las inferiores del IFK Norrköping y debutó a nivel adulto en la Allsvenskan en 2011.

### Fulham
En septiembre de 2011 fichó por el Fulham a los 16 años. Firmó un contrato por tres temporadas y fue ubicado en el equipo juvenil.
Debutó con el primer equipo el 14 de enero de 2014 contra el Norwich City en la FA Cup, y el 28 de enero hizo su debut en la Premier League ante el Swansea City en el Liberty Stadium, reemplazando a Dimitar Berbatov en los últimos 7 minutos de encuentro; fue derrota del Fulham por 2-0.
Fue liberado del Fulham en mayo de 2014, al término de su contrato.

### AZ Alkmaar
Tanković fichó por cinco años por el AZ Alkmaar neerlandés en junio de 2014. En el club de la Eredivisie, compartió vestuario con sus compatriotas Viktor Elm y Mattias Johansson.
Anotó un gol en su debut el 9 de agosto de 2014, en la victoria por 3-0 contra el Heracles.
El 6 de octubre de 2014, en el empate 2-2 contra el Twente, el sueco, luego de anotar el gol del empate como sustituto, festejó el tanto de manera polémica, corriendo al borde de la cancha y tomando asiento en la banca. Gesto en contra del entrenador del equipo Marco van Basten, momento en que el sueco no era un titular en el equipo. Jugó 29 encuentros en su primera temporada en el AZ, 26 por la liga, y anotó 7 goles.
Dejó el club al término de la temporada 2016-17.

### Hammarby IF
El 10 de agosto de 2017, Tanković fue transferido al Hammarby IF de su natal Suecia. Fichó por tres años.

## Selección nacional
Jugó con Suecia en categorías inferiores.
En marzo de 2014 recibió su primera llamada internacional por el entrenador Erik Hamrén. Debutó con la selección de Suecia el 5 de marzo ante Turquía.
Luego de cinco años sin ser convocado, fue citado de nuevo a su selección en enero de 2019. Jugó en el empate 2-2 ante Islandia.

## Estadísticas

### Clubes
Actualizado al último partido disputado el 24 de mayo de 2025.
| Club | Div.          | Temporada     | Liga  | Liga  | Copas nacionales(1) | Copas nacionales(1) | Copas internacionales(2) | Copas internacionales(2) | Total | Total |
| Club | Div.          | Temporada     | Part. | Goles | Part.               | Goles               | Part.                    | Goles                    | Part. | Goles |
| --- | ------------- | ------------- | ----- | ----- | ------------------- | ------------------- | ------------------------ | ------------------------ | ----- | ----- |
| IFK Norrköping · Suecia | 1.ª           | 2011          | 1     | 0     | ―                   | ―                   | ―                        | ―                        | 1     | 0     |
| IFK Norrköping · Suecia | Total club    | Total club    | 1     | 0     | 0                   | 0                   | 0                        | 0                        | 1     | 0     |
| Fulham F. C. Inglaterra | 1.ª           | 2013-14       | 3     | 0     | 3                   | 0                   | ―                        | ―                        | 6     | 0     |
| Fulham F. C. Inglaterra | Total club    | Total club    | 3     | 0     | 3                   | 0                   | 0                        | 0                        | 6     | 0     |
| AZ Alkmaar · Países Bajos | 1.ª           | 2014-15       | 26    | 5     | 3                   | 2                   | ―                        | ―                        | 29    | 7     |
| AZ Alkmaar · Países Bajos | 1.ª           | 2015-16       | 19    | 3     | 3                   | 2                   | 3                        | 1                        | 25    | 6     |
| AZ Alkmaar · Países Bajos | 1.ª           | 2016-17       | 13    | 2     | 3                   | 1                   | 7                        | 0                        | 23    | 3     |
| AZ Alkmaar · Países Bajos | Total club    | Total club    | 58    | 10    | 9                   | 5                   | 10                       | 1                        | 77    | 16    |
| Jong AZ · Países Bajos | 2.ª           | 2016-17       | 8     | 8     | ―                   | ―                   | ―                        | ―                        | 8     | 8     |
| Jong AZ · Países Bajos | Total club    | Total club    | 8     | 8     | 0                   | 0                   | 0                        | 0                        | 8     | 8     |
| Hammarby IF · Suecia | 1.ª           | 2017          | 12    | 1     | 3                   | 1                   | ―                        | ―                        | 15    | 2     |
| Hammarby IF · Suecia | 1.ª           | 2018          | 30    | 7     | 4                   | 0                   | ―                        | ―                        | 34    | 7     |
| Hammarby IF · Suecia | 1.ª           | 2019          | 28    | 14    | 1                   | 1                   | ―                        | ―                        | 29    | 15    |
| Hammarby IF · Suecia | 1.ª           | 2020          | 14    | 7     | 4                   | 3                   | 1                        | 0                        | 19    | 10    |
| Hammarby IF · Suecia | Total club    | Total club    | 84    | 29    | 12                  | 5                   | 1                        | 0                        | 97    | 34    |
| AEK F. C. · Grecia | 1.ª           | 2020-21       | 27    | 4     | 5                   | 2                   | 5                        | 2                        | 37    | 8     |
| AEK F. C. · Grecia | 1.ª           | 2021-22       | 18    | 0     | 2                   | 1                   | 2                        | 0                        | 22    | 1     |
| AEK F. C. · Grecia | Total club    | Total club    | 45    | 4     | 7                   | 3                   | 7                        | 2                        | 59    | 9     |
| Pafos F. C. Chipre | 1.ª           | 2022-23       | 32    | 8     | 4                   | 0                   | ―                        | ―                        | 36    | 8     |
| Pafos F. C. Chipre | 1.ª           | 2023-24       | 32    | 14    | 5                   | 2                   | ―                        | ―                        | 37    | 16    |
| Pafos F. C. Chipre | 1.ª           | 2024-25       | 32    | 6     | 6                   | 0                   | 18                       | 4                        | 56    | 10    |
| Pafos F. C. Chipre | Total club    | Total club    | 96    | 28    | 15                  | 2                   | 18                       | 4                        | 129   | 34    |
| Total carrera | Total carrera | Total carrera | 295   | 79    | 46                  | 15                  | 36                       | 7                        | 477   | 101   |
| (1) Incluye datos de la Copa de Suecia, la FA Cup, la Copa de los Países Bajos, la Copa de Grecia, la Copa de Chipre y la Supercopa de Chipre. (2) Incluye datos de la Liga Europa de la UEFA (2015-16, 2016-17, 2020-21 y 2024-25) y la Liga Conferencia de la UEFA (2021-22 y 2024-25) |               |               |       |       |                     |                     |                          |                          |       |       |

### Selección nacional
| Absoluta · Suecia | 2014          | 1 | 0 | 0 | 0 | - | - | 1 | 0 |  |  |  |  |  |
| Absoluta · Suecia | 2019          | 1 | 0 | 1 | 0 | - | - | 2 | 0 |  |  |  |  |  |
| Absoluta · Suecia | Total         | 2 | 0 | 1 | 0 | 0 | 0 | 3 | 0 |  |  |  |  |  |
| Total carrera     | Total carrera | 2 | 0 | 1 | 0 | 0 | 0 | 3 | 0 |  |  |  |  |  |
|                   |               |   |   |   |   |   |   |   |   |  |  |  |  |  |

## Palmarés

### Títulos nacionales
| Título                     | Club        | País   | Año  |
| -------------------------- | ----------- | ------ | ---- |
| Copa de Chipre             | Pafos F. C. | Chipre | 2024 |
| Primera División de Chipre | Pafos F. C. | Chipre | 2025 |

## Vida personal
Tanković es descendiente bosnio.